# Pegasus (Efteling)
Pegasus war eine Holzachterbahn im niederländischen Freizeitpark Efteling.
Entworfen wurde die Bahn von Curtis D. Summers gemeinsam mit dem bekannten amerikanischen Holzachterbahndesigner Charles Dinn, der auch für das Holz sorgte. Die Technik für die Bahn lieferte die Firma Intamin.
Die mit nur 16 Meter Höhe und 492,3 Meter Länge eher kleine Anlage wurde am 1. Juli 1991 eröffnet. Sie war damals die einzige Holzachterbahn in den Niederlanden.

Mit eher moderaten Geschwindigkeiten von maximal 55 km/h und eher geringen Beschleunigungen richtete sich die Bahn an das Familienpublikum.
Um eine akustisch ruhige Fahrt zu gewährleisten, wurden für die beiden Züge mit je 20 Plätzen, anders als bei den meisten Holzachterbahnen, keine Metallräder, sondern solche mit Polyurethanbeschichtung eingesetzt. Gleichzeitig sorgten die Räder aber für eine teilweise etwas „eckige“ Fahrweise in den wenig geneigten Kurven der Bahn.
Wegen des hohen Aufwandes der Instandhaltung und um Platz für eine neue Racing-Holzachterbahn – Joris en de Draak – zu schaffen, wurde Pegasus zum 19. Juni 2009 geschlossen. Im August 2009 wurde mit dem Abriss begonnen.
Nach Verlassen der Station wurde der Zug kurioserweise direkt wieder abgebremst um die Weiche zum Abstellgleis sicher zu passieren. Danach durchfuhr er eine 180 Grad Linkskurve und wurde vom Kettenlift auf den Lifthill transportiert. Kurz vor Erreichen der höchsten Stelle verlangsamte sich der Lift stark, so dass der Zug auf dem First Drop zunächst nur langsam Fahrt aufnahm. Nach der Auffahrt folgte eine 220 Grad Rechtskurve gefolgt von einer weiteren kleineren Abfahrt. Anschließend eine 220 Grad Linkskurve, an die sich ein kleiner Airtime-Hügel anschloss. Die folgende 180 Grad Linkskurve führte durch die Holzkonstruktion. Auf dem Rückweg zur Station schloss sich noch ein kleiner Hügel an, bevor der Zug in der pneumatischen Schlussbremse zum Stehen kam.

## Einzelnachweise

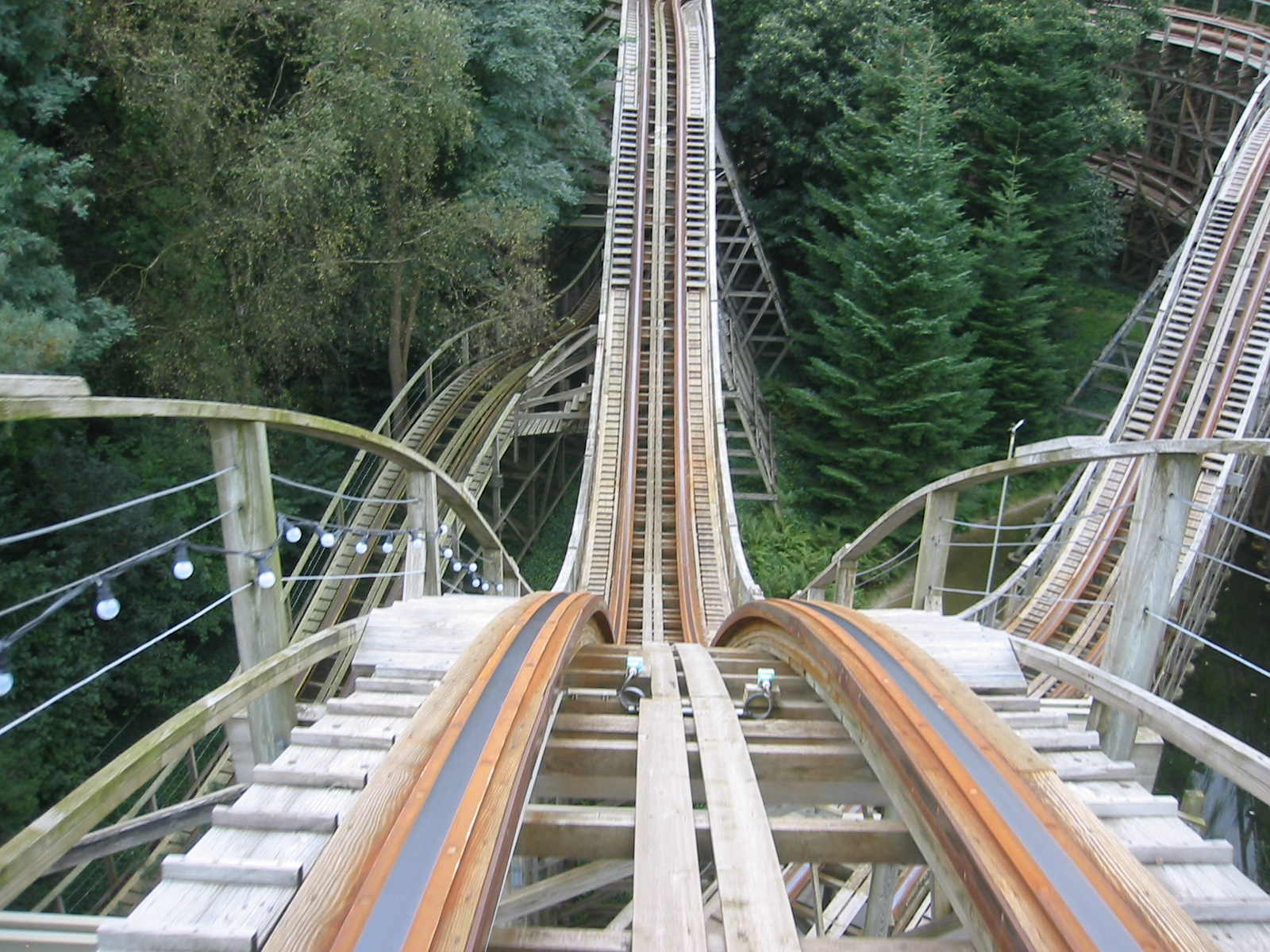